# Stadtpark (Schwedt/Oder)
Der Stadtpark ist eine Grünfläche in der Altstadt von Schwedt/Oder im Landkreis Uckermark des Landes Brandenburg.

## Lage und Geschichte
Der Park wird im Nordosten von der Lindenallee, im Nordwesten und Westen von der Straße Stadtpark und im Süden von der Bahnhofstraße umgeben. An der Nordseite begrenzen drei Hochhäuser einer Wohnungsbaugesellschaft den Platz, an den übrigen Seiten besteht eine städtisch geprägte Wohnbebauung.
Die Fläche diente zwischen 1680 und den späten 1960er Jahren als Friedhof. Ende der 1960er Jahre erfolgte eine Umbettung der Gräber auf den Neuen Friedhof an der Vierradener Chaussee. Anschließend baute die Stadtverwaltung drei Punkthochhäuser, legte neue Straßenzüge sowie den Park an und übergab ihn am 1. Januar 1978 der Öffentlichkeit. Er sollte ursprünglich zu einem Park der Völkerfreundschaft weiterentwickelt werden. Diese Pläne wurden jedoch nach der Wende nicht mehr umgesetzt. Vielmehr stellte die Stadt in den Jahren 2008 bis 2011 Arbeiten von Schwedter und auswärtigen Künstlern aus den Jahren 1961 bis 2010 im Park auf.

## Gestaltung

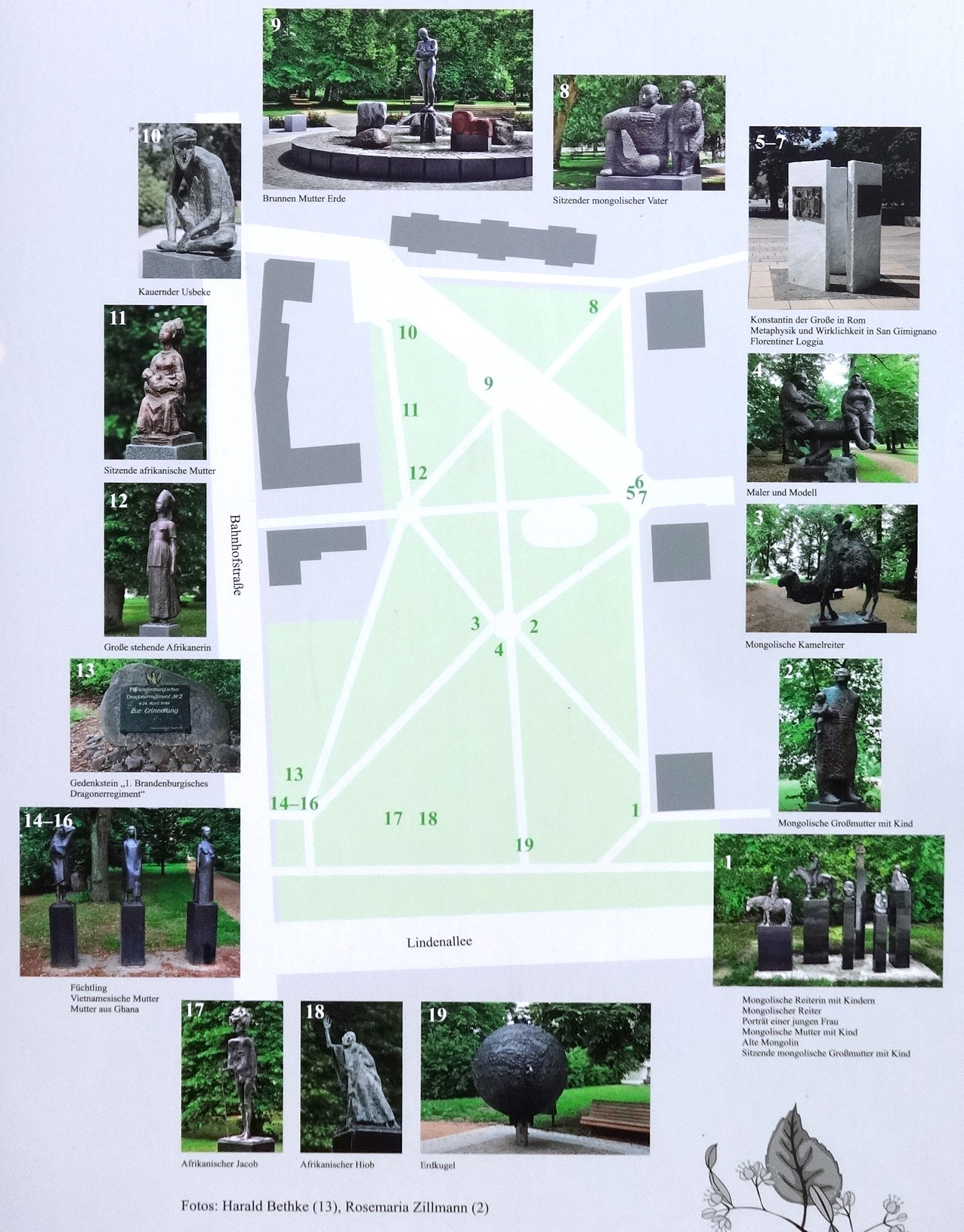
Übersichtsplan des Parks

Der Park kann von allen Seiten aus über breite Zuwege betreten werden. Sie führen auf mehrere Plätze zu, an denen Sitzgelegenheiten aufgestellt sind. Der zentrale Ort ist der Brunnen Mutter Erde mit Plastiken aus Bronze, die nach Entwürfen der Künstlerin Cornelia Schulz – der ehemaligen Ehefrau von Axel Schulz – entstanden. Der Brunnen wurde im Jahr 2010 bei einer Parkumgestaltung errichtet und durch Bronzereliefs anderer Künstler ergänzt. Dazu zählen eine Plastik Afrikanischer Jacob von Jo Jastram aus dem Jahr 1988. Die Bronze-Figur steht auf einem Sockel aus poliertem Basalt entlang der Lindenallee. In der Parkmitte befindet sich die Plastik Maler und Modell von Peter Fritzsche aus dem Jahr 1977. In den Jahren 1968 bis 1975 arbeiteten Cornelia und Axel Schulz an einer bronzenen Erdkugel. Das Werk mit einem Durchmesser von rund 140 cm wurde im Mai 2008 umgesetzt. Weiter südlich steht eine Dreiergruppe Fries der Mütter, die aus einem Flüchtling, einer vietnamesischen Mutter sowie einer Mutter aus Ghana aus dem Jahr 1961 besteht.
Im Park wachsen Linden, Rosskastanien, Vogelbeeren, der Berg- und Spitzahorn sowie der Eschen-Ahorn.
Im südöstlichen Teil des Parks in der Nähe der Bahnhofstraße erinnert ein Findling des kulturhistorischen Vereins Schwedter Dragoner an die Zeit, als Schwedt Garnisonsstadt war. Auf ihm ist eine Marmorplatte angebracht, die der Traditionsverein der Bundeswehr gestiftet hat.